# Stephen A. Czerkas
Stephen Andrew Czerkas, né le 19 septembre 1951 à Alhambra (Californie) et mort le 22 janvier 2015, est un sculpteur animalier et paléoartiste américain. Il a notamment travaillé pour le Musée national d'histoire naturelle des États-Unis à Washington, le Musée d'histoire naturelle de Vienne et le Musée d'histoire naturelle du comté de Los Angeles, ainsi que pour l'industrie du cinéma par ses répliques grandeur nature de dinosaures.

## Sculptures
Le travail de sculpture de Czerkas a été reconnu par différents musées d'histoire naturelle, dont le Musée américain d'histoire naturelle. Czerkas a également travaillé pour l'industrie cinématographique en réalisant les sculptures photo-réalistes du film La planète des dinosaures, en 1978.
Il a été un des premiers à incorporer un plumage à certaines espèces, telles que le Deinonychus,.

## Controverse
Czerkas est connu pour son rôle dans la controverse de l'Archaeoraptor, où il a acheté auprès d'un marchand chinois pour The Dinosaur Museum un spécimen fossile mêlant des caractères d'oiseau et de dinosaure. Ce fossile a provoqué une vive polémique car il s'agissait d'un assemblage artificiel de plusieurs espèces. Cette affaire a été exploitée par les médias créationnistes, qui l'ont utilisée pour prétendre à une fraude généralisée dans les sciences de l'évolution.

## Vie personnelle
Czerkas a épousé Sylvia Czerkas, également paléontologue et ayant écrit de nombreux livres, avec qui il cofonda le Dinosaur Museum à Blanding, Utah.
Il est mort le 22 juin 2015 d'un cancer du foie.